# Castell de Tor
El Castell de Tor, o Força de Tor, és una fortificació medieval del poble de Tor, del terme municipal d'Alins, a la comarca del Pallars Sobirà.
Aquest castell segueix les mateixes pautes històriques que la resta de castells i fortificacions de la Vall Ferrera: Alins, Araós i Àreu. Documentat des del 1102, atesa la seva situació estratègica apareix documentat amplament al llarg de l'edat mitjana, ja que la seva situació interessava tant al Vescomtat de Castellbò, al Bisbat d'Urgell i al Comtat de Pallars Sobirà. Per això, les vicissituds que visqué, i els canvis de mans que sofrí, foren constants.
Fou destruït després de la invasió gascona del 1513. Pere Tragó, en el seu Spill... en parla amb detall: Lo lloch de Tor és situat en la sumitat de la montanya, prop lo gran port de Bahet e molt prop de Gascunya confini a la vall de Vich de Sos, que és del comdat de Foix. No és vila closa. Sobre lo lloch havia una bella torre redona molt fort e difícil d'expugnar: és estada derribada aprés de la apreensió del vezcomtat.
De l'antic castell roman un fragment de la torre circular esmentada, amb un gruix de parets d'1,3 m. i una planta de diàmetre interior de 2,5. L'alçada que en roman assoleix 4,3 metres. A llevant de la torre hi ha el basament d'una estança rectangular de 7,3 per 3,75 metres, i encara més enllà, restes d'una altra construcció de formes arrodonides, amb un compartiment transversal enmig, d'uns 9 per 7,5 metres. Al voltant, restes del fossar de defensa, a més de restes de parets del que degueren ser les construccions que formaven el conjunt de la Força.